# Antenne Steiermark
Antenne Steiermark ist ein Privatradio aus Österreich. Es ist als erstes Radio nach dem Fall des staatlichen Monopols, das der ORF innehatte, am 22. September 1995 auf Sendung gegangen. Antenne Steiermark warb zum Sendestart mit dem Slogan „Die besten Oldies der 60er und 70er & die größten Hits der 80er und 90er“. Schwestersender ist Antenne Kärnten, der sein Programm im benachbarten Bundesland Kärnten ausstrahlt. Täglich erreicht Antenne Steiermark laut Radiotest rund 270.000 Hörer.

## Standort
Antenne Steiermark hatte von 1995 bis zum Frühjahr 2015 seinen Sitz wenige Kilometer außerhalb von Graz in der Gemeinde Dobl, wo die Studios im denkmalgeschützten Gebäude neben dem Sender Dobl untergebracht waren. Die Ausstrahlung erfolgte jedoch nicht über diesen Sendemasten. 2015 fand der Umzug in das „Styria Media Center“ der Styria Media Group AG am Gadollaplatz in Graz (gegenüber der Stadthalle) statt. Antenne Steiermark sendet dort aus dem 3.000 Quadratmeter großen Newsroom mit insgesamt 200 Arbeitsplätzen, in dem sich auch die Redaktion der Kleinen Zeitung befindet. 

## Programm
Die Morningshow „Antenne Muntermacher“ wird von Thomas Axmann, Christina Klug und Sebastian Grinschgl (Morningshow-Producer) gestaltet. Zu hören: Montag bis Freitag von 5 bis 9 Uhr. Feste Bestandteile der Sendung sind unter anderem, der Agathe Bauer Song (fremdsprachige Songs, in denen vermeintlich Deutsches zu verstehen ist), Kino Klug (Tipps für den nächsten Kinobesuch) oder Maxflix (Tipps für Fernseh- oder Streaming-Serien).

### Nachrichten
Internationale und nationale Nachrichten werden immer fünf Minuten vor der vollen Stunde ausgestrahlt  (Slogan: „Immer fünf Minuten früher informiert.“) Fünf Minuten vor halb sendet man regionale Nachrichten. Außerdem gibt es alle 15 Minuten Verkehrs- und Wettermeldungen.

### Gewinnspiele
Ein wiederkehrendes Gewinnspiel, bei dem Zuhörer telefonisch teilnehmen können, ist „Das Geheime Geräusch“, wozu eine Tonaufnahme zu erkennen ist.
Bei „Wir zahlen deine Rechnung“ können Hörer bezahlte Rechnungen einsenden und können dann den Rechnungsbetrag bei zeitgerechtem Rückruf nach einem Aufruf in der Sendung gewinnen.
In der Adventzeit gibt es den „Weihnachtsbutler“ zu gewinnen. Dieser holt den Gewinner mit einer Stretch-Limousine ab und begleitet ihn zu einem Einkaufstag in einem Einkaufszentrum.

## Frequenzen
Die Sendefrequenzen für Antenne Steiermark:
| Sendegebiet                              | Standort                         | Frequenz   | Leistung (ERP) |
| ---------------------------------------- | -------------------------------- | ---------- | -------------- |
| Graz                                     | Graz 1 - Schöckl (Muttersender)  | 99,1 MHz   | 67,3250 kW     |
| Aichfeld/Knittelfeld/Judenburg           | Knittelfeld 2 - Feistritzer Wald | 100,1 MHz  | 0,2455 kW      |
| Bad Aussee                               | Bad Aussee 1 - Tressenstein      | 90,6 MHz   | 0,1 kW         |
| Bad Mitterndorf                          | Bad Mitterndorf 1 - Langmoosalm  | 95,5 MHz   | 0,1288 kW      |
| Bruck an der Mur                         | Bruck an der Mur 1 - Mugel       | 105,7 MHz  | 10 kW          |
| Deutschlandsberg/Eibiswald/Südsteiermark | Eibiswald - Hadernigg            | 99,7 MHz   | 0,6026 kW      |
| Eisenerz                                 | Eisenerz 1 - Polster-CATV        | 105,0 MHz  | 0,0933 kW      |
| Frohnleiten                              | Frohnleiten - Schloeglmoar       | 101,2 MHz  | 0,0251 kW      |
| Gröbming                                 | Gröbming 2 - Mitterberg          | 97,4 MHz   | 0,2399 kW      |
| Hartberg/Lafnitztal                      | Rechnitz - Hirschenstein         | 106,1 MHz  | 3,02 kW        |
| Köflach                                  | Stadl Mur 2 - Sonnberg           | 103,4 MHz  | 0,0501 kW      |
| Mariazell                                | Mitterbach Erl 2 - Gemeindealpe  | 104,2 MHz  | 0,0933 kW      |
| Mürzzuschlag                             | Mürzzuschlag - Ganzstein         | 96,8 MHz   | 0,0302 kW      |
| Murau                                    | Murau - Stolzalpe                | 88,9 MHz   | 0,0302 kW      |
| Neumarkt                                 | Neumarkt - Kulmer Alpe           | 106,5 MHz  | 0,1995 kW      |
| Rottenmann/Liezen                        | Rottenmann - Sonnenberg          | 104,4 MHz  | 0,1 kW         |
| Schladming                               | Schladming 4 - Hochwurzen        | 92,0 MHz   | 1,7378 kW      |
| Unzmarkt-Frauenburg                      | Unzmarkt - Rittersberg           | 97,0 MHz   | 0,0302 kW      |
| Admont                                   | Admont - Klosterkogel            | 106,80 MHz | 0,05 kW        |
| Traboch                                  | Traboch - Schafberg              | 100,7 MHz  | 0,091 kW       |

## Moderatoren / Redaktion
- Thomas Axmann
- Markus Dietrich
- Valentina Ober
- Lilli Plattner
- Max Prasch
- Michael Scheder
- Elisabeth Schwarzl
- Stephan Legat
- Tanja Schaude
- Markus Terrant
- Roland Schmidt
- Leon Glehr
- Gregor Sommer
- Stefan Moßhammer
- Destaye Winkler
- Benedikt Quinz
- Gunter Dorner
- Felix Köberl
- Tobias Fischbach
- Patrick Vögl
- Michael Fischeneder
- Christiane Stöckler
- Christina Klug
- Verena Kicker

## Eigentümer
Hinter der Betreibergesellschaft steht die kirchennahe Katholischer Medien Verein Privatstiftung aus Graz.